# Héron
Héron là một đô thị tọa lạc ở tỉnh Liège. Tại thời điểm ngày 1 tháng 1 năm 2006 Héron có dân số 4.534 người. Tổng diện tích là 38,32 km² với mật độ dân số là 118 người trên mỗi km².